# Фонарь из тыквы
Фонарь из тыквы, или «светильник Джека» (англ. jack-o'-lantern) — один из самых узнаваемых атрибутов Хэллоуина. Представляет собой фонарь, традиционно вырезаемый из тыквы или репы, напоминающий голову с пугающим или забавным лицом — для этого в верхней части плода вырезается крышка, через которую удаляется мякоть, после чего вырезается гримаса. Источником света в нём обычно служит свеча, хотя в наши дни используется и электрическая подсветка.
Восходит к ирландской легенде о скупом пьянице Джеке, одурачившем Дьявола и проклятом на вечное скитание по Земле с одним единственным кусочком тлеющего угля в пустой репе, освещающим его путь.

## Этимология
Термином jack-o'-lantern изначально описывали феномен блуждающих огней, в английском фольклоре известных как will-o'-the-wisp. В словосочетании will-o'-the-wisp используется слово wisp («пучок» — палочки или бумага, используемые в качестве факела) и личное имя Will («Уилл» от «Уильям»), таким образом означая «Уилл, [принадлежащий] факелу». Схожим образом термин jack o’lantern означает «Джек, [принадлежащий] светильнику». Это название перекликается с ирландской легендой о Джеке, который, блуждая после смерти, не попав ни в ад, ни в рай, освещал себе путь кусочком тлеющего угля в пустой репе.

## История
Традиция вырезания лица из тыквы имеет в англоязычных странах многовековую историю. Впервые «светильники Джека» появились в Ирландии и горной Шотландии, а первоначально для их изготовления использовали брюкву или репу. Считалось, что подобный плод, оставленный в День всех святых около дома, будет отгонять от него злых духов. Кельтские народы воспринимали день всех святых как продолжение языческой традиции празднования окончания сезона жатвы, когда в мир людей вторгается нечистая сила. Вероятно, в древности овощные светильники воплощали души умерших за год покойников или же считались фонарями, которые помогают этим душам найти путь в чистилище.
Осенью 1835 года дублинский журнал (Dublin Penny Journal) поместил на своих страницах подробную легенду, призванную объяснить название «светильника Джека». Согласно этой версии, жадный до денег кузнец-выпивоха Джек предложил как-то властителю преисподней пропустить с ним пару стаканчиков в трактире. Когда пришло время расплачиваться, предприимчивый ирландец попросил Дьявола обратиться монеткой. После чего Джек быстро положил её к себе в карман, где как раз лежал серебряный крестик. Дьявол оказался в ловушке — «у Христа за пазухой». И, как ни старался, он не мог принять первоначальное обличье. В конце концов, Дьявол добился своего освобождения, пообещав взамен год не строить Джеку козни, а также после его смерти не претендовать на его душу. Во второй раз хитрый кузнец обвел вокруг пальца доверчивого Сатану, попросив его залезть на дерево за фруктами. Как только нечистый взгромоздился на раскидистую крону, Джек нацарапал на стволе крест. Так он выторговал себе ещё десять лет беззаботной жизни. Воспользоваться полученными привилегиями выпивоха Джек не смог, потому что в скором времени умер. После смерти грешника не допустили в рай. Ни Богу, ни Дьяволу Джек оказался не нужен. Неприкаянный Джек в ожидании Судного дня был вынужден бродить по земле, освещая себе путь кусочком угля, который ему напоследок бросил лукавый. Джек положил тлеющий огонек в пустую тыкву и пустился в странствование. Отсюда и название фонаря — англ. Jack-o-lantern, сокращённое англ. Jack of the Lantern. Впрочем, в ранних публикациях столь же часто встречается вариант Jack McLantern.
Когда традиция празднования Хэллоуина распространилась в США, светильники стали изготовляться исключительно из тыкв как материала более доступного и дешевого. Впервые создание тыкв-светильников в Северной Америке было зафиксировано в 1837 году; этот ритуал, проводившийся во время сбора урожая, не имел никакого отношения к Хэллоуину вплоть до второй половины XIX столетия. В октябре 2013 года на тыквенном фестивале в городе Кин (Нью-Гэмпшир) было одновременно зажжено рекордное количество — 30581 светильник Джека.

## Вырезание тыквы
Резьба по тыкве или репе представляет собой весьма нехитрый процесс: в верхней части вырезается отверстие-крышка, через которое удаляется мякоть, после чего вырезается гримаса — весёлая или устрашающая (часто при этом жуткое и комическое сочетаются). В наши дни для резьбы выбираются всё более сложные изображения: фигуры, логотипы и символы. При определённом опыте и сноровке на большой тыкве можно вырезать сложный узор, обладающий художественными достоинствами. Арсенал инструментов по резьбе варьируется от обычных ножей и ложек до специализированных инструментов, в Северной Америке обычно продаваемых во время праздника. Для вырезания сложных фигур могут применяться специальные трафареты. Вырезав тыкву, внутрь помещают источник света (свеча или электрическая подсветка) и закрывают крышку. Это позволяет подсветить вырезанный рисунок и усилить жуткую атмосферу.
Во многих странах проводятся конкурсы на лучшую вырезанную тыкву.
- Резьба по тыкве на Хэллоуин
- Хэллоуинский торт, увенчанный тыквенным светильником
- Тыква, вырезанная с применением специального покупного трафарета
- Фонарь в виде логотипа Википедии